# Elna Munch
Elna Elisabeth Munch, født Sarauw (født 13. juni 1871 i Petersværft, Kalvehave, død 17. november 1945 i København) var en dansk cand.mag. og medlem af Folketinget for Det Radikale Venstre 1918-1935. Hun var datter af forstråd Conrad Sarauw og gift med minister og MF Peter Munch. Elna Munch var desuden medlem af Københavns Borgerrepræsentation mellem 1917 og 1924.
Elna Munch var en af drivkrafterne i Landsforbundet for Kvinders Valgret og var blandt de første fire kvinder, der blev valgt ind i Folketinget i 1918.